# Clubiona notabilis
Clubiona notabilis là một loài nhện trong họ Clubionidae.
Loài này thuộc chi Clubiona. Clubiona notabilis được Ludwig Carl Christian Koch miêu tả năm 1873.